# Jajojsko lončarstvo
Lončenina Jajoj (弥生土器) je vrsta keramike, ustvarjena v obdobju Jajoi japonske zgodovine (300 pr. n. št. - 300 n. št.), takoj za obdobjem Džomon. Prve najdbe keramike, ki jo lahko opredelimo kot keramiko iz obdobja Jajoi, so našli na najdišču Mukogaoka v bližini Univerze v Tokiu.

## Splošne značilnosti
Keramika v obdobju Jajoi je bila večinoma izdelana s pomočjo lončarskega vretena in je bila zato omejena le na nekaj oblik in načinov okraševanja. Za keramiko tega obdobja je značilno, da je rdečkaste barve in da je v primerjavi s prejšnjim obdobjem (Džomon), glina visoke čistosti. Keramika je fino izdelana, s tanjšimi stenami, najverjetneje žgana v odprtih pečeh pri temperaturah 800-900 ° C, višjih od tistih v obdobju Džomon.
Na splošno keramika iz obdobja Jajoi vsebuje manj organske snovi kot keramika iz obdobja Džomon; zanjo so značilne okrogle linije, zunanja površina je polirana ali včasih poslikana z geometrijskim vzorcem.

## Izvor
Splošno sprejeto je, da je vrsta keramike Jajoi prispela na japonske otoke z azijskega kontinenta, vendar je njene začetke skoraj nemogoče ločiti od kasnejših stopenj razvoja keramike Džomon na severnem delu otoka Kjušu. In če se zdijo celinski vplivi očitni, ni povsem gotovo, da je šlo za »uvoz« sloga, ki bi ga lahko primerjali z uvozom kovin in okraskov, ki so bili uporabljeni na predmetih skozi celotno bronasto dobo. Brez dvoma je lončarsko vreteno prišlo na Japonsko iz Koreje, vendar ga niso uporabljali v vseh delih Japonske vse do srednjega obdobja Jajoi, ko se je povečal vpliv celine. Zato lahko le z gotovostjo trdimo, da se je prvotno razvila na severnem delu otoka Kjušu (okoli leta 300 pr. n. št.), z mešanjem na novo prispelih tehnik izdelovanja in okraševanja keramike s tradicionalnimi značilnostmi keramike Djomon.

## Najdišča
V zgodnjem obdobju Jajoi sta se lončarstvo in tehnika gojenja riža na mokrih poljih razširila po zahodni Japonski s preseljevanjem prebivalstva iz severnega Kjušuja. Na zahodu Japonske je keramika Jajoi nadomestila keramiko iz obdobja Džomon, medtem ko se je na vzhodu Japonske mešala s tradicionalnim okrasjem na zahodu Japonske. Vsak od teh slogov velja za ločeno fazo obdobja Jajoi.
Slog Jajoi zahodne in vzhodne Japonske se bistveno razlikujeta, zato je bila ta vrsta keramike prepoznana kot ločena od tipa Džomon šele po izkopu nahajališča školjk Mukogaoka v predelu Jajoi v Tokiu leta 1884.
Med izkopavanjem najdišča Karako v prefekturi Nara v letih 1936-1937, je bilo identificiranih pet različnih vrst Jajoi keramike zahodne Japonske.
Leta 1884 so na najdišču v Jajoju (del Tokia) odkrili školjke, nekaj lončenine iz obdobja Džomon in ostanke lončenine v do tedaj še neznanem slogu. Odkritelji so o tem poročali leta 1889, leta 1923 pa je Šozo Arisaga tudi zapustil zapiske o odkritju. Natančna lokacija školjčne gomile je dolgo ostala skrivnost, dokler niso potrdili dela ostankov na vogalu domačega kampusa laboratorija za arheologijo, zaradi predmetov, najdenih v okolici, pa je bila stvar skoraj dokončna. Leta 1974 so na območju Univerze v Tokiu odkrili lončenino Jajoj, že naslednje so izpeljali prva izkopavanja. Zaznali so naselbine, obdane z nasipom in jarke v obliki črke V. Strinjali so se, da je to zelo verjetno kraj, ki ga je opisal Šozo Arisaga. Enake ostanke so našli tudi še drugje v Jajoju.

### Lončenina iz soseske Jajoj
Najdbe so imele odščipnjen rob, oblika pa je bila ohranjena. Oblika lončenine spominja na figo, zunanji del spodnjega dela trupa pa se zavihan preko. Glina je glajena z vzorcem naloženih obročev, zunanjost je polirana. Ima tudi dele, ki so rdečkasti zaradi žgalnega orodja. Obrobje rame lončenine ima dekoracijo odtisnjenih debelih in ozkih vozlov in vrvi. Poleg vzorca vrvi je na rami pogosta serija krožnih likov. Mislijo, da je iz poznejšega obdobja Jajoj. Takšne najdbe so posebej značilne za okolico zaliva Suruga. Predvidevajo, da so se na to območje priseljevali in gradili z nasipom ograjene naselbine.

## Ime
Lončenino so strokovnjaki iz laboratorija za antropologijo Univerze v Tokiu poimenovali po soseski, kjer so našli vzorce tega sloga kot 弥生式土器 "lončenina v slogu Jajoj". Od leta 1975 je v uporabi 弥生土器 "lončenina Jajoj".

## Delitev in periodizacija keramike
Delitev keramike Jajoi enakomerno sledi delitvi samega obdobja in se temu primerno deli na:
- Zgodnji tip (300 – 100 pr. n. št.) - v literaturi ga najdemo pod imenom Agata. Težko se loči od končne keramike obdobja Džomon. Zanjo je značilen odtis, običajno lupin školjk, na površini še mokre glinene posode. Rob sklede je usločen proti zunanjosti in običajno odebeljen. Za območje celinskega morja je značilna prisotnost vaz, ki imajo jasno izražen vrat z ročaji, pritrjenimi na najširšem delu posode.
- Prehodni tip (175 – 100 pr. n. št.) - tip keramike Urivara je značilen za prehodno fazo med zgodnjim in srednjim obdobjem Jajoi in predstavlja popolnejšo obliko tipa keramike Agata.
- Srednji tip (100 pr. n. št. – 100 n. št.) - Vrsta keramike Suga popolnoma prevladuje na ozemlju severnega dela otoka Kjušu v srednjem obdobju Jajoi. Keramika je v tem obdobju morala zadostiti velikemu povpraševanju po nagrobnih žarah. Opaziti je mogoče, da so vaze dosegle visoko stopnjo standardizacije, kar kaže na obvezen obstoj delavnic, specializiranih za zadovoljevanje pogrebnih potreb prebivalstva naselja. Površina keramike tipa Suga je neokrašena ali označena z vodoravnimi črtami na površini. Vendar pa niso bile samo pogrebne vaze brez okrasja. Tudi keramika za domačo uporabo je bila skoraj neokrašena, v primerih, ko je bil okras prisoten, pa je bil omejen le na zunanji del oboda posode. Za srednje obdobje Jajoi je značilen tudi vzorec, nanesen z glavnikom, za katerega nekateri učenjaki menijo, da je primarna oblika okrasja v srednjem obdobju v regiji Kansai, kjer je ta keramika dosegla izjemno prefinjenost. Pomembno je poudariti, da je ta način okraševanja keramike omejen na regijo Kansai in se ni razširil na sever, kjer je bilo prisotno consko okrasje z vrvjo, ki ga nekateri strokovnjaki smatrajo za evolucijo keramičnega sloga iz zadnjega obdobja Džomon, tj. prevladoval nad severnim delom Japonske.
- Pozni tip (100 n. št. – 300 ) - tip Šinazava; za to vrsto keramike lahko rečemo, da je naslednica z glavnikom okrašene keramike, vendar na tej vrsti keramike okras ni nujno prisoten. Za to obdobje razvoja keramike je značilen znaten razvoj posod, katerih dna postopoma rastejo v višino, dokler na eni točki v poznem obdobju Jajoi niso prevzele oblike čaš na podstavku. Iz tega obdobja je veliko število keramičnih najdb, ki kažejo na pomembno uporabno vrednost, ki so jo ti čaši imeli v vsakdanjem življenju ljudi.

## Časovni okvir
Lončenina igra vlogo pri določanju časovne dobe. Uporabna je, ker daje okvir za meritve in je univerzalna, obstaja pa tudi obilje ostankov. Ker so znali predmete iz gline spretno izdelati, izda oblika predmeta izdelovalčev način razmišljanja; prst, način izdelave, dokončanje (poliranje, ipd.) in način dekoracije so zelo raznoliki. Lončenina je tudi zelo krhka, a se lahko izdeluje v hitrem sosledju, zato je zamenjava z novo hitra. Iz te značilnosti sledi tudi tehnologija izdelave in vrste izdelkov. Če sledimo spremembam v teh elementih, lahko pridemo do podatkov o dobi. Ugotovimo lahko tudi izvor do regije, saj se glina nahaja povsod. To t.i. tipološko metodo je iz Evrope prinesel Šoko Hamada.
Na podlagi teh stilnih značilnosti sta leta 1930 Hamada in Kobajaši lončenino iz okrožja Kinki razdelila na pet stilov, I-V. Stil I se nanaša na najstarejši, slogi II-IV na srednji, slog V pa na najkasnejši del obdobja Jajoj. Najstarejše obdobje vključuje lončenino Jajoj v slogu Kinaj (畿内, območje ob Kjotu) in še starejšo v slogu Itazuke iz severa Kjušuja. Skupaj se imenujeta slog Ongagava.
Meja med obdobjem Jajoj in sledečim obdobjem Kofun je prikrita. Četudi uporabljamo za razne sloge skupno imenovanje, so glede na razlago znanstvenikov med obdobji neke razlike. Nadaljnje raziskave bodo pokazale, če so potrebne modifikacije.

## Značilnosti
V primerjavi z lončenino Džomon je bolj svetla in rjava, tanka, a tudi trdna. Do takšne razlike med barvo in debelino pride, ker so lončenino Džomon žgali bolj direktno, Jajoj pa pokrivali s slamo ali zemljo, žgali pa bolj kontrolirano. Verjetno so znali obdržati stalno temperaturo, s čimer so dosegli optimalne pogoje. Ugibajo, da se je nova tehnika, ko se lončenino barva pred žganjem (pri lončenini Džomon po žganju), pojavila na severu Kjušuja in se razširila v regijo Kanto, saj je med regijama časovna razlika. Za povečanje trdnost so vmešavali pesek, zaradi česar se na površini večkrat pojavljajo zrna tega materiala.
Pojavi se oblika posode, steklenice in bovle, v srednjem obdobju pa tudi veliko enostavnih oblik, kot je krožnik s podstavkom (servirna mizica). V sredini je bil prostor za pripravo žita ali njegovo shranjevanje. Tudi pri posodi in bovlah se pojavi platforma, ki postane samostojna oblika. Razlike med vrstami posod so na zahodu Japonske očitne, na vzhodu pa ne tako zelo.
Pri dizajnu so pogosti odtisi vrvi, vozlov, vgravirane oblike, z glavnikom vtisnjeni vzorci. Pri obliki in stilu imamo časovne ter regionalne razlike. Vzorci glavnika so na primer pogosti v osrednjem višavju prefekture Nagano, na jugu regije Kanto pa fini džomonski odtisi.

### Namen uporabe
Lončenino so uporabljali za shranjevanje, konzerviranje, peko, kuhanje žit na pari, pokop, serviranje hrane, zbiranje vode in darovanje.